# Коулман, Дженна
Дже́нна-Луи́з Ко́улман (англ. Jenna-Louise Coleman; род. 27 апреля 1986, Блэкпул, Ланкашир, Англия) — английская актриса, известная ролью Клары Освальд в телесериале «Доктор Кто», ролью королевы Виктории в исторической драме «Виктория», а также ролью Джоанны Константин в телесериале «Песочный человек».

## Биография
Дженна Коулман родилась 27 апреля 1986 года в Блэкпуле, Ланкашир, Англия, в семье Карен и Кита Коулманов. Отец Дженны работает столяром и монтажником интерьеров баров и ресторанов. У неё есть старший брат Бен, который также работает столяром. Посещала школу Арнольд, где была старостой. Коулман имеет английское, шотландское, валлийское и ирландское происхождение. Ее бабушка назвала ее в честь героини Дженны Уэйд из американского телесериала «Даллас».
В возрасте 10 лет она выступила в профессиональной постановке «Летние каникулы» в оперном театре Блэкпула. Во время учебы в школе она была членом театральной труппы «В твоем пространстве», с которой выступала в спектакле «Кристально чистый» на Эдинбургском фестивале. Коулман получила награду за свою игру, и пьеса также была принята положительно. Ей предложили место для изучения английского языка в Йоркском университете, но она отказалась в пользу актёрской карьеры.

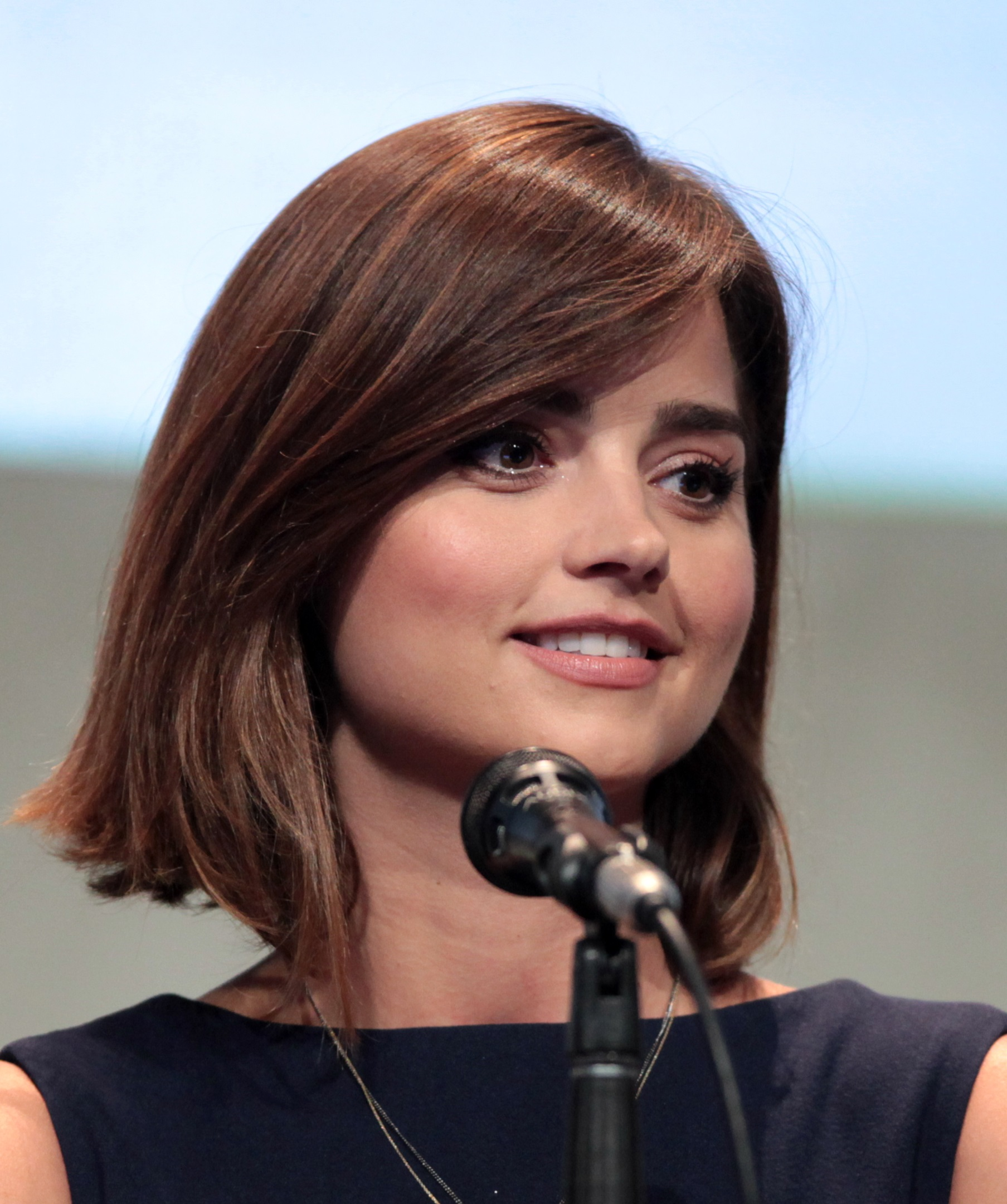
Коулмен в июле 2015 года

Первой ролью Дженны, которая и принесла ей известность в Великобритании, стала роль Жасмин Томас в мыльной опере «Эммердейл», которую она исполняла с 2005 по 2009 год. За эту роль она была номинирована на British Soap Awards в категории «Лучший дебют» и на Национальную телевизионную премию в категории «Самый популярный новичок» в 2006 году. В 2009 году British Soap Awards включил её в номинации «Лучшая актриса», «Самая сексуальная актриса» и «Лучшая игра в драматическом сериале», а TV Choice Awards — в номинацию «Лучшая актриса».
В 2009 году актриса присоединилась к сериалу BBC «Улица Ватерлоо», в свои 23 года сыграв школьницу Линдси Джеймс. В 2010 году BBC включили Коулман в актёрский состав телеадаптации романа Джона Брейна «Путь наверх», где она сыграла роль Сьюзан Браун, однако первоначально сериал не был выпущен в эфир из-за правовых разногласий.
В 2011 году состоялся дебют Дженны на большом экране. Она появилась в роли Конни в фильме «Первый мститель». В том же году она сыграла Энни Дезмонд в четырёхсерийном сериале «Титаник» и озвучила персонаж Мелии в английской локализации видеоигры Xenoblade Chronicles.
На пресс-конференции 21 марта 2012 года исполнительный продюсер британского научно-фантастического телесериала «Доктор Кто» Стивен Моффат объявил, что Дженна-Луиза Коулман получила постоянную роль новой спутницы Одиннадцатого Доктора. Она заменила Карен Гиллан и Артура Дарвилла, покинувших сериал в пятой серии седьмого сезона, и приступила к роли спутницы в рождественском выпуске 2012 года, однако её первое появление состоялось в первой серии седьмого сезона «Изолятор далеков». До июня 2013 года она использовала своё полное имя — Дженна-Луиза Коулман. Первым её появлением в титрах после начала употребления нового сценического имени стали титры спецвыпуска к 50-летию сериала «Доктор Кто». Дженна продолжила играть роль в восьмом сезоне при новом Двенадцатом Докторе в исполнении Питера Капальди. В конце 2014 года стало известно, что Коулман останется и на весь девятый сезон.
18 сентября 2015 года официальный сайт сериала подтвердил, что девятый сезон «Доктора Кто» станет последним для актрисы в роли Клары Освальд. Следующим проектом для неё стала роль молодой королевы Виктории в новой исторической драме канала ITV. В мае 2021 года Колман была выбрана на роль Джоанны Константин, прабабушки Джона Константина в телесериале DC Comics «Песочный человек». В том же году она сыграла Мари-Андре Леклерк в сериале «Змей».

## Личная жизнь
С 2011 по 2015 год Коулман встречалась с актёром Ричардом Мэдденом. С 2016 по 2020 год она состояла в отношениях с актёром Томом Хьюзом, партнёром по сериалу «Виктория». С 2022 года находится в отношениях с режиссером, Джейми Чайлдсом. Летом 2024 года стало известно, что она беременна.

## Фильмография
| Год       |     | Русское название                    | Оригинальное название              | Роль                           |
| --------- | --- | ----------------------------------- | ---------------------------------- | ------------------------------ |
| 2005—2009 | с   | Эммердейл                           | Emmerdale                          | Жасмин Томас                   |
| 2009      | с   | Улица Ватерлоо                      | Waterloo Road                      | Линдси Джеймс                  |
| 2010      | ки  | Xenoblade Chronicles                | Xenoblade Chronicles               | Мелия                          |
| 2011      | ф   | Первый мститель                     | Captain America: The First Avenger | Конни                          |
| 2012      | с   | Титаник                             | Titanic                            | Энни Дезмонд                   |
| 2012      | тф  | Путь наверх                         | Room at the Top                    | Сьюзан Браун                   |
| 2012—2017 | с   | Доктор Кто                          | Doctor Who                         | Клара Освальд                  |
| 2013      | с   | Танцы на грани                      | Dancing on the Edge                | Рози Уильямс                   |
| 2013      | кор | (Почти) Пять Докторов: Перезагрузка | The Five(ish) Doctors Reboot       | в роли себя                    |
| 2013      | с   | Смерть приходит в Пемберли          | Death Comes To Pemberley           | Лидия Уикхем                   |
| 2014—2015 | с   | Доктор Кто: Дополнительно           | Doctor Who Extra                   | играет саму себя/Клара Освальд |
| 2015      | ки  | Lego Dimensions                     | Lego Dimensions                    | Клара Освальд                  |
| 2016      | ф   | До встречи с тобой                  | Me Before You                      | Катрина Кларк                  |
| 2016—2019 | с   | Виктория                            | Victoria                           | королева Виктория              |
| 2016      | с   | Громолёты, вперёд!                  | Thunderbirds Are Go                | Бэйнс                          |
| 2018      | с   | Плач                                | The Cry                            | Джоанна                        |
| 2019      | кор | Корпоративный монстр                | Corporate Monster                  | Эллен                          |
| 2020      | с   | Внутри девятого номера              | Inside No. 9                       | Битти                          |
| 2021      | с   | Змей                                | The Serpent                        | Мари-Андре Леклер              |
| 2022      | с   | Песочный человек                    | The Sandman                        | Джоанна Константин             |
| 2022      | ф   | Klokkenluider                       | Klokkenluider                      | Фло                            |
| 2023      | с   | Пустошь                             | Wilderness                         | Лив Тэйлор                     |
| 2023      | ф   | Драйвер                             | Jackdaw                            | Бо                             |
| 2024      | с   | Пристань                            | The Jetty                          | Эмбер Мэннинг                  |
|           | ф   | Контроль                            | Control                            |                                |

## Награды и номинации
| Год  | Награда                           | Категория                               | Работа               | Результат |
| ---- | --------------------------------- | --------------------------------------- | -------------------- | --------- |
| 2006 | National Television Award         | Самый популярный новичок                | «Эммердейл»          | Номинация |
| 2006 | British Soap Award                | Лучший дебют                            | «Эммердейл»          | Номинация |
| 2009 | British Soap Award                | Лучшая игра в драматическом сериале     | «Эммердейл»          | Номинация |
| 2009 | British Soap Award                | Самая сексуальная актриса               | «Эммердейл»          | Номинация |
| 2009 | British Soap Award                | Лучшая актриса                          | «Эммердейл»          | Номинация |
| 2013 | Behind the Voice Actors Award     | Лучшая актриса озвучивания в видеоигре  | Xenoblade Chronicles | Номинация |
| 2013 | Behind the Voice Actors Award     | Лучший ансамбль озвучивания в видеоигре | Xenoblade Chronicles | Номинация |
| 2013 | NAVGTR Award                      | Лучшая роль второго плана в драме       | Xenoblade Chronicles | Номинация |
| 2013 | Nickelodeon UK Kids' Choice Award | Любимая британская актриса              | «Доктор Кто»         | Номинация |
| 2013 | TV Choice Award                   | Лучшая актриса                          | «Доктор Кто»         | Номинация |
| 2014 | Glamour Award                     | Лучшая британская телеактриса           | «Доктор Кто»         | Победа    |
| 2015 | «Сатурн»                          | Лучшая телеактриса второго плана        | «Доктор Кто»         | Номинация |
| 2015 | TV Choice Award                   | Лучшая актриса                          | «Доктор Кто»         | Номинация |
| 2015 | BAFTA Cymru                       | Лучшая женская роль                     | «Доктор Кто»         | Номинация |
| 2017 | National Television Award         | Самая популярная актриса                | «Виктория»           | Номинация |
| 2017 | «Золотая нимфа»                   | Лучшая актриса в драматическом сериале  | «Виктория»           | Победа    |
| 2017 | TV Times Award                    | Лучшая актриса                          | «Виктория»           | Номинация |
| 2018 | National Television Award         | Самая популярная актриса                | «Виктория»           | Номинация |